# ボリビア (アルバム)
『ボリビア』("Bolivia") は、アルゼンチン人ジャズ作曲者兼サクソフォーン奏者ガトー・バルビエリのライヴ・アルバムである。1973年ニューヨークでの演奏が収録され、同年フライング・ダッチマン・レーベルからリリースされた。

## 評価
| 専門評論家によるレビュー | 専門評論家によるレビュー |
| レビュー・スコア         | レビュー・スコア         |
| 出典                     | 評価                     |
| ------------------------ | ------------------------ |
| Allmusic                 | [ 4 ]                    |

ロバート・クリストガウがCreem誌で、バルビエリのもう一つの1973年作品『チャプター・ワン』よりもわずかに本作が上回る、なぜなら「ラテン・アメリカ・バンドよりもその熟練性で勝るロニー・リストン・スミスや他のアフリカ系アメリカ人サイドマン達の方が好みだからだ。」とし、『ボリビア』に"A-"評価を与えている。 オールミュージックのサイトでは、「究極的に、『ボリビア』は官能的で、音楽的に熟達していて、かつてのアバンギャルドから次なる一連のラテン・アメリカ作品に向かうチャンスをバルビエリに与えた草分け的なレコーディングだ。最終的には悪評を得るに値するかも知れないが、まぎれもない力作だ。」として、4つ星を与えている。

## 収録曲
1. "Merceditas" (Gato Barbieri) - 9:07
2. "Eclypse/Michellina" (Traditional/Gato Barbieri) - 6:24
3. "Bolivia" (Gato Barbieri) - 7:46
4. "Niños" (Gato Barbieri) - 7:14
5. "Vidala Triste" (Gato & Michelle Barbieri) - 5:30

## パーソネル
- Gato Barbieri (ts, fl, vo)
- Lonnie Liston Smith (p, elp)
- John Abercrombie (g, elg)
- Jean-François Jenny-Clark (b)
- Stanley Clarke (elb)
- Bernard Purdie (ds)
- Airto Moreira, Gene Golden, James Mtume, Moulay Ali Hafid (perc)